# Vierbergelauf

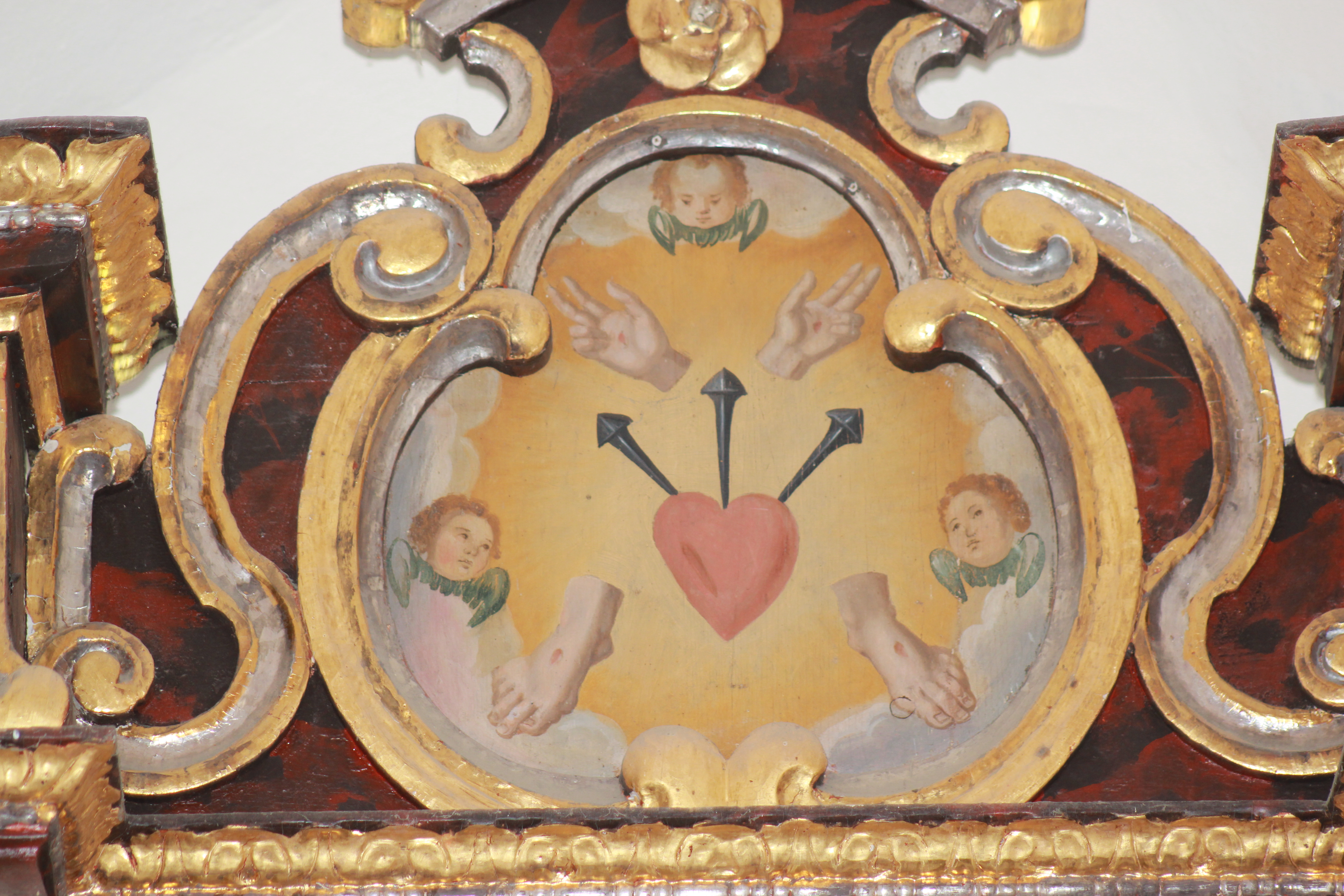
Drei-Nagel-Motiv in der Kirche am Lorenziberg

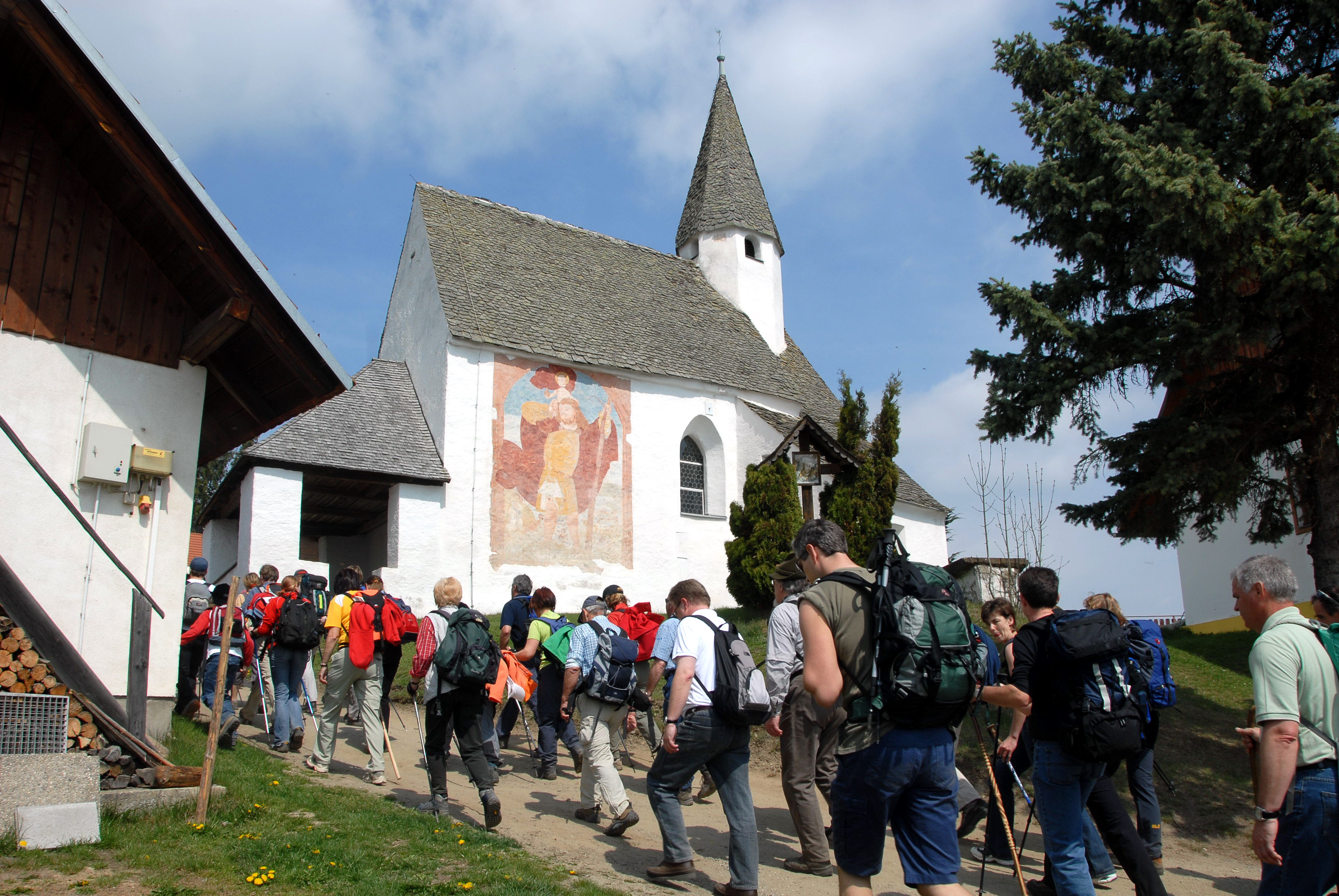
Sörger Gruppe erreicht Lorenziberg

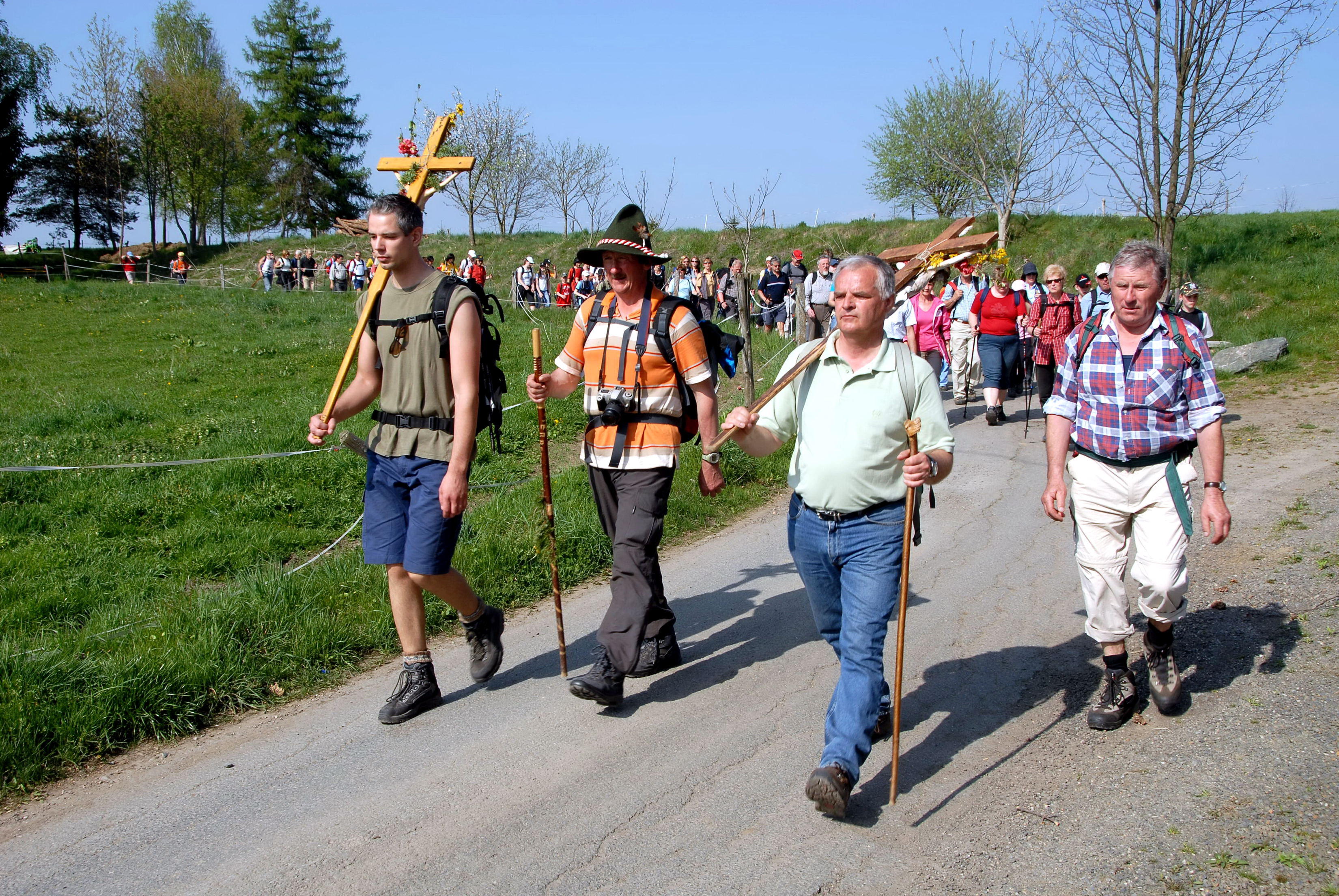
Sörger Gruppe bei Mairist im Anmarsch auf den Magdalensberg

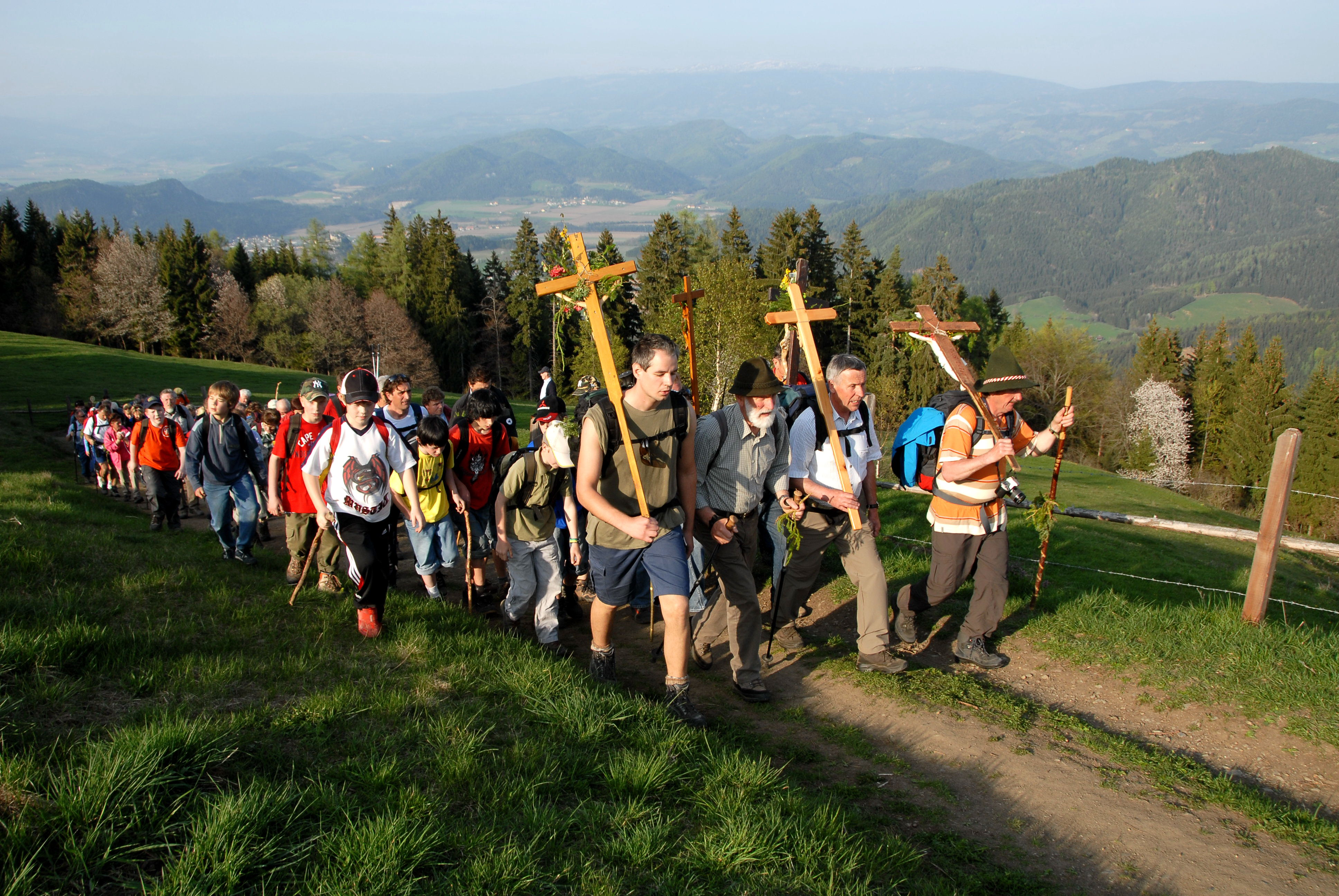
Ankunft auf dem Magdalensberg

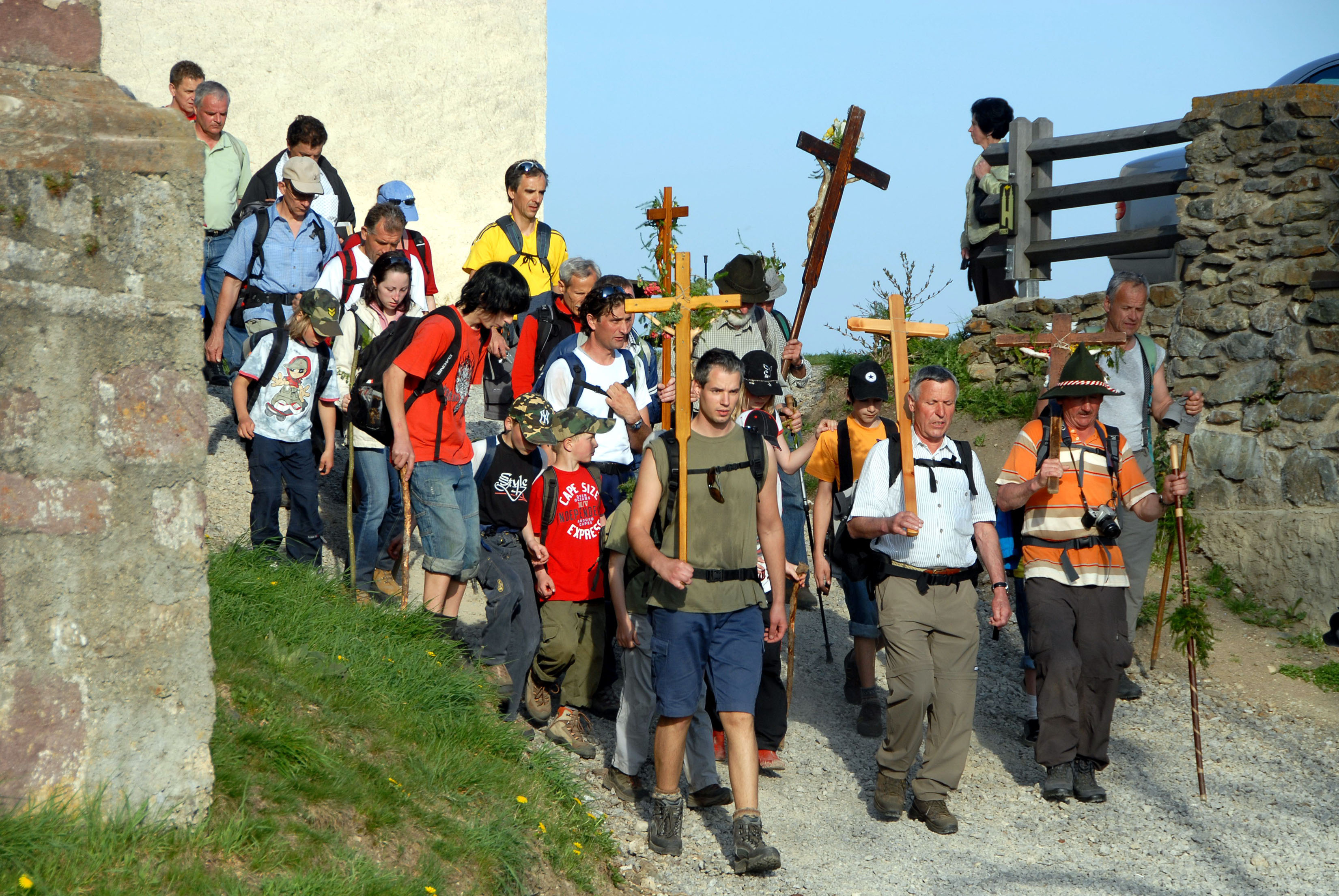
Vierbergler umrunden die Kirche Magdalensberg

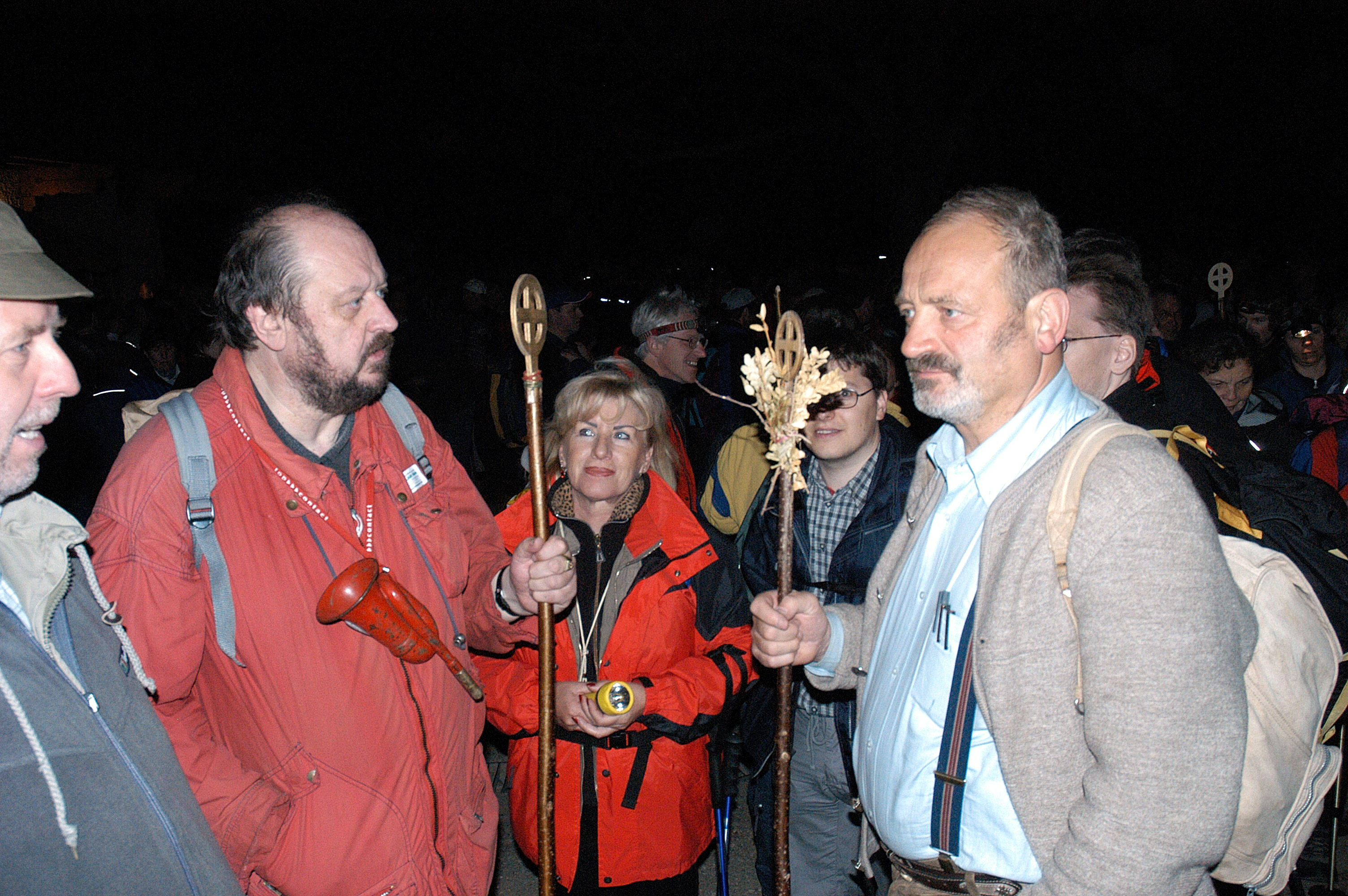
Vierbergler startbereit auf dem Magdalensberg

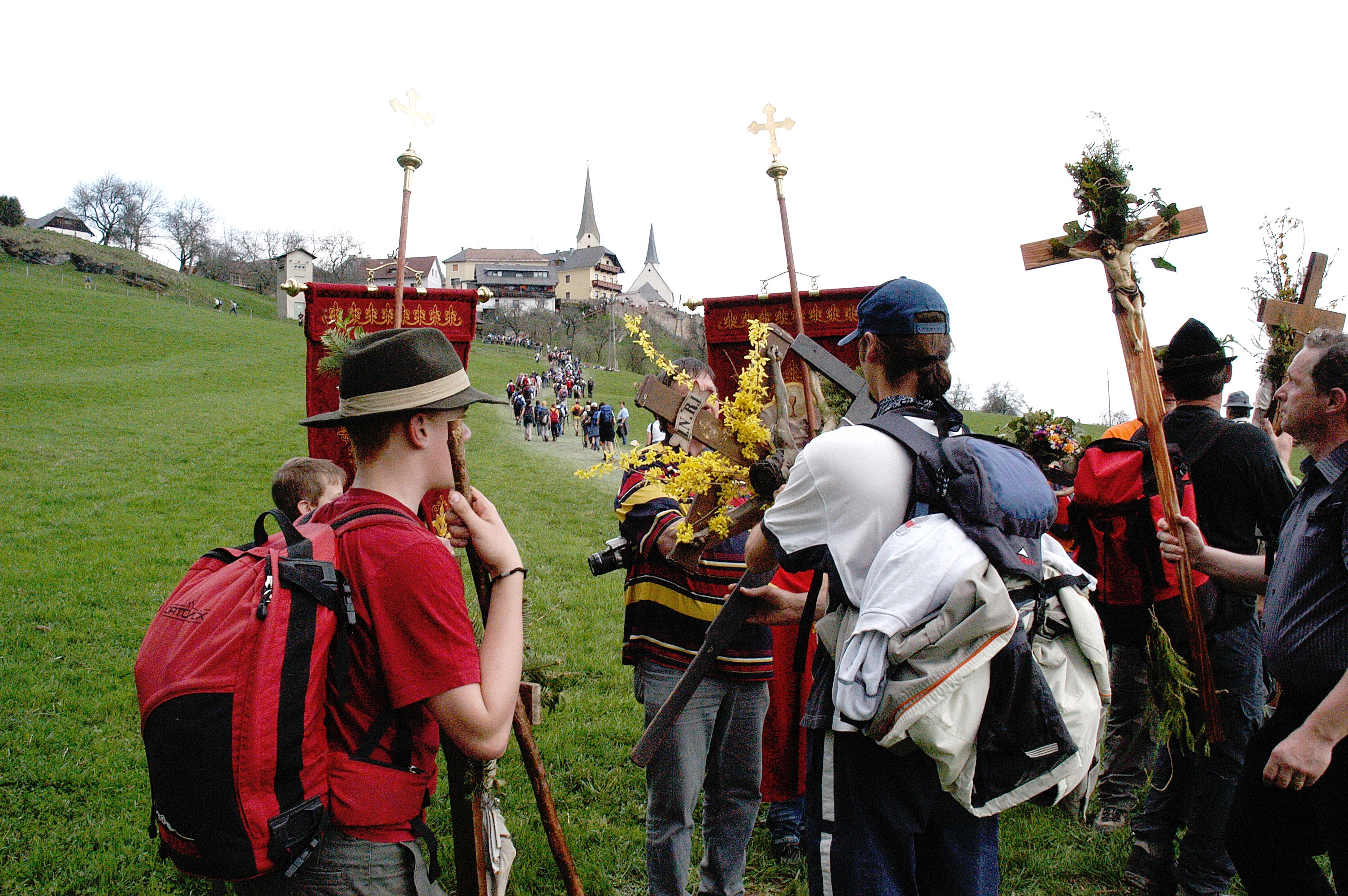
Kreuzbussen vor Sörg

Der Vierbergelauf ist eine um 1500 erstmals beschriebene Wallfahrt über den Magdalensberg, Ulrichsberg, Veitsberg und Lorenziberg rund um Sankt Veit an der Glan in Kärnten. Sie findet am „Dreinagelfreitag“ (benannt nach den drei Nägeln, mit denen Jesus ans Kreuz geschlagen wurde), dem zweiten Freitag nach Ostern, statt. Die über 50 km lange Strecke, die mit einer Mette am Magdalensberg beginnt, wird innerhalb von 17 Stunden zurückgelegt, wobei je nach Ausgangspunkt bis zu 2500 Höhenmeter zu überwinden sind.
Tausende Teilnehmer aus ganz Kärnten, aus den anderen Bundesländern und dem benachbarten Ausland nehmen mittlerweile alljährlich an dieser traditionellen Wallfahrt teil.

## Geschichte

### Ursprungstheorien
Von Historikern wurde der Ursprung des Vierbergelaufes manchmal im Mittelalter, manchmal in prähistorischer Zeit, meist aber im Altertum angesetzt:
- Franz Franzisci beschrieb 1879 den Vierbergelauf als eine Wallfahrt zur Verehrung der Leidenswerkzeuge Christi, die wohl aus der Zeit der Kreuzzüge stammt.[1]
- Nach der Theorie von  Georg Graber aus dem Jahre 1912 gehört der Brauch zu einem weit verbreiteten Bergkult, der auf einen keltischen Sonnenkult zurückgeht.[2]
- Ernst Klebel vertrat 1927 die Meinung, dass die Einführung des Dreinageltages als Feiertag im Jahre 1353 der Ausgangspunkt der Wallfahrt war und diese ihre endgültige Form in der Zeit Kaiser Friedrichs III. (1452–93), nach dem Vorbild der Jubelablasswallfahrt in Rom, fand.[3]
- Nachdem Rudolf Egger nach Ausgrabungen am Ulrichsberg ein keltisches Heiligtum nachweisen konnte, stellte er 1948 die Vermutung auf, dass einst vier keltische Stämme jeweils im Besitz  eines heiligen Berges gewesen seien und dass ein alljährlich gemeinsamer Besuch dieser Berge als Ausdruck ihres politischen Zusammenschlusses denkbar wäre.[4]
- Josip Šašel hob 1952 die Bedeutung der Slowenen als Traditionspfleger hervor. In Abwandlung der These von Rudolf Egger war für ihn der Vierbergelauf anfangs ein konzentrischer Lauf mehrerer Prozessionen auf den Magdalensberg zu. Auf Grund einer slowenischen Sagenüberlieferung stellte er den Lauf in Beziehung zu einer Prozession, die ursprünglich vor der Frühjahrsackerung zur „Mater terrae“ stattgefunden habe.[5]
- Leopold Kretzenbacher betonte 1957 die Bedeutung des Wallfahrtstermins am Dreinagelfreitag für das großteils bambergische Kärnten im Spätmittelalter, ohne dass er eine Kultkontinuität aus der Römerzeit grundsätzlich bestritt.[6]

### Zur Kelten-Theorie
Die Theorie der Ausbildung des Vierbergelaufes in keltisch-römischer Zeit stützt sich vor allem auf die antike Stadt auf dem Magdalensberg mit einem Mars-Latobius-Heiligtum (Siehe auch: Jüngling vom Magdalensberg) und die Kultstätte der Isis-Noreia am Ulrichsberg. Ein zweites Isis-Noreia-Heiligtum befand sich unterhalb des Schlosses Hohenstein in der Nähe der Ortschaft Pulst. Dieses befindet sich genau im Schnittpunkt jener Linien, die den Ulrichsberg mit dem Lorenziberg und den Veitsberg mit dem Magdalensberg verbinden.
Bei der Theorie mit den vier keltischen Stämmen kann am ehesten den Latobikern der Magdalensberg und den Norikern der Ulrichsberg zugeordnet werden. Von Veits- und Lorenziberg sind keine antike Funde bekannt, daher muss bezweifelt werden, ob hier überhaupt keltische Heiligtümer bestanden haben. Als andere mögliche Mitglieder des hypothetischen Stammesbundes kämen die Karner und eventuell die Helvetier in Frage. Obwohl Fachleute heute die Kelten-Theorie ablehnen, ist sie in der Bevölkerung noch sehr verbreitet. Hauptgrund dafür ist, dass dieser vermeintlich heidnische Ursprung des Laufes in den Volksschulen gelehrt wurde und Georg Grabers Ansichten in Lehrerkreisen lange unangreifbar waren, da dieser Landesschulinspektor war. Auch wurde diese Theorie durch Bertl Petreis populäres Buch „Jahrtausende ziehen mit uns“ gestärkt.

### Zur Mittelalter-Theorie
Die heidnischen Heiligtümer am Magdalens- und Ulrichsberg wurden nach der Christianisierung des römischen Reichs zerstört und am Ulrichsberg eine Kirche errichtet, die aber schon bald den Awarenstürmen nach 591 zum Opfer fiel. Damit erlosch praktisch das Christentum in Kärnten bis zur Missionung durch Bischof Modestus in der Mitte des achten Jahrhunderts.

#### Herausbildung des Vierbergelaufes
1353 setzte Papst Innozenz VI.  auf Betreiben von Kaiser Karl IV. das „Hochfests der Heiligen Lanze samt Kreuznagel“ mit dem Termin des Freitags nach dem Weißen Sonntag ein.
Die Heilige Lanze, in der ein Kreuznagel Christi eingearbeitet ist, war Teil der römisch-deutschen Reichskleinodien. Nach den Hussitenkriegen wurden sie 1424 von Prag nach Nürnberg gebracht, wo sich die Heiliggeistkirche zum Kultzentrum für die heilige Lanze entwickelte. Nürnberg liegt im Einflussbereich des Bistums Bamberg, dessen Domschatz ebenfalls einen heiligen Nagel besitzt. Für die Verehrung des heiligen Nagels bildete in Bamberg der Dreinageltag den bedeutendsten Termin. Bamberg besaß seit dem 11. Jahrhundert in Kärnten bedeutende Besitzungen, wie die Gegend um Villach, besonders südlich der Drau, wesentliche Teile des Gailtales, das Kanaltal, St.Leonhard, Wolfsberg, das Hochstift Griffen und Besitz zu Feldkirchen und Dietrichstein. Der Einfluss Bambergs zeigt sich durch die Einführung des im Bamberg Dom verehrten heiligen Veit als Kirchenpatron in Kärnten, sowie die zahlreichen den Stiftern des Bamberger Bistums geweihten Heinrich- und Kunigundenkirchen und -kapellen. Gegen den Einfluss Bambergs auf die Entstehung des Vierbergelaufes spricht aber, dass der Lauf außerhalb der Bamberger Besitzungen stattfindet.
Nachdem die Kreuzauffindung und der Dreinageltag bereits am Magdalensberg gefeiert wurden, erfuhr der Dreinagelkult durch die Übersiedlung der Familien Gleismüller und Kaltenhauser, Bergbauunternehmer und Kaufleute, im 15. Jahrhundert aus Nürnberg nach St.Veit, eine besondere Förderung.
Ein anderer wichtiger Impuls dürfte vom Kärntner Herzog Friedrich ausgegangen sein, der 1440 König und 1452 Kaiser, und damit zum Hüter der Reichsheiligtümer wurde Friedrich war mindestens zehnmal in der Herzogstadt St.Veit und stand mit Hans Kaltenhauser dem Jüngeren in näherer Verbindung, der im Jahre 1471 eine heute verschollenes Schmerzensmann-Relief auf dem Magdalensberg stiftete und den Kirchenbau auf dem Lorenziberg unterstützte. Die Familie Gleismüller traten am Magdalensberg und in Zweikirchen als Stifter auf.
Als erste der vier Bergkirchen wird die Kirche am Magdalensberg 1262 als Helenenkirche urkundlich erwähnt, sie wurde von den Osterwitzerin der Zeit der Kreuzzüge errichtet. Die Heilige Helena soll in Jerusalem das Kreuz Christi gefunden haben, daher besitzt die Kirche als Reliquie einen Splitter des Kreuzes. In den sechziger Jahren des 15. Jahrhunderts erfolgte ein Neubau der Kirche.
Eine Sankt-Lorenz-Kirche am Gauerstall taucht erstmals 1496 in Urkunden auf, nachdem ein Vorgängerbau schon 1330 bestanden haben könnte. In dieser Kirche wurden besonders die drei heiligen Nägel verehrt.
Das älteste schriftliche Zeugnis der Veitskirche am Göseberg stammt aus dem Jahre 1580, aber bereits um 1500 ist einmal vom Berg „Sacti Viti“ die Rede.
Die Heiligen Veit und Laurentius sind die Schutzpatrone der Stadt St.Veit. Daher können die Kirchen auf Göseberg und Gauerstall auf städtische Stiftungen zurückgeführt werden.
Die früheste schriftliche Erwähnung der Kirche am Ulrichsberg stammt aus dem Jahre 1485; sie dürfte nicht vor der Mitte des 15. Jahrhunderts errichtet worden sein. Der Berg der im Mittelalter als „mons Carinthus“, „Chernperch“, oder „Kernperg“ genannt wurde, wird nach 1500 Ulrichsberg genannt. Da Kärnten zwischen 1473 und 1483 von fünf Türkeneinfällen betroffen war und zwischen 1480 und 1490 der Ungarnkönig Matthias Corvinus Teile Kärntens besetzte, wurde die Kirche dem heiligen Ulrich geweiht, der 955 an der Schlacht auf dem Lechfeld beteiligt war, und damit die Bedrohung des Deutschen Reiches durch die Ungarn zu beenden half. 1490 gab es in Kärnten auch noch eine Heuschreckenplage. Diese Notzeit im späten 15. Jahrhundert wurde zum Auslöser für volkstümliche beschwerliche Wallfahrten, um den Kreuzestod Christi nachzuempfinden.
1300 rief Papst Bonifazius VIII. erstmals ein Heiliges Jahr aus. Jedem, der das Bußsakrament und die heilige Kommunion empfing, sowie die sieben wichtigsten Kirche an einem Tag besuchte, wurde ein Ablass der Sünden gewährt. Die sieben Kirchen waren die Lateranbasilika, der Petersdom, Sankt Paul vor den Mauern, Santa Maria Maggiore, Santa Croce in Gerusalemme, Sankt Laurentius vor den Mauern und San Sebastiano fuori le mura. Später wurde die Zahl der zu besuchenden Kirchen auf vier reduziert und jedes 25-Jahr-Jubiläum der Geburt oder des Todes Christi zum Heiligen Jahr ausgerufen. Zunächst bezog sich dieses Ablassprivileg nur auf Rom; 1390 wurden in München, Prag und Magdeburg jeweils vier Jubiläumskirchen bestimmt, bei deren Besuch man den Ablass gewinnen konnte. Die Päpste Bonifatius IX., Nikolaus V. und Sixtus IV.  verliehen auch einzelnen Kirchen außerhalb Roms das Privileg des Jubelablasses. Es ist nicht ausgeschlossen, dass Kaiser Friedrich einen solchen Ablass für Kärnten erwirken wollte. Jedenfalls gestattete Papst Alexander VI. 1500 auch den von Rom entfernt wohnenden Christen einen solchen Jubelablass durchzuführen. Daher ist es wahrscheinlich, dass spätestens 1500 ein Vierbergelauf durchgeführt wurde.

### Weitere Geschichte des Vierbergelaufes
Die älteste schriftliche Nachricht über den Vierbergelauf stammt aus den Kollektanten des Wiener Domherrn Ladislaus Sunthaym und findet sich unter den Vorarbeiten zu einer Geschichte der Steiermark und Kärntens. Da darin die Kirche am Ulrichsberg bereits erwähnt wird, der Fund des Jünglings vom Magdalensberg aber nicht, ist dieses Schriftstück wahrscheinlich zwischen 1485 und 1502 entstanden, sicher jedoch vor dem 23. April 1510. In diesem Dokument wird berichtet, dass Kärntner Frauen mit bloßen Füßen am Tag der Kreuzesnägel Christi schweigend über die genannten vier Berge gelaufen seien.
Das nächste Schriftstück über die Wallfahrt stammt aus dem Jahre 1578 von Michael Gothard Christalnick, der einige Zeit in St. Veit und Umgebung als evangelischer Prediger wirkte. Er schreibt in seiner „Historica Carinthiaca“ über das arme Volk, welches noch im Papsttum liege, auf die vier Götzenberge laufe, je einmal um die Altäre gehe, sich davor verbeuge, wieder davonlaufe und glaube, damit Gott einen gefallen zu tun.
Da die Protestanten den Vierbergelauf ablehnten, wurde er in der Zeit der Gegenreformation von der katholischen Amtskirche gefördert. 1592 nahm daher der Gurker Dompropst Karl Grimming mit zahlreichen Klerikern und Beamten an der Wallfahrt teil.
1606 wird von einem protestantischen Ferdinand Kulmer zu Rosenbichel berichtet, der am Magdalensberg Vierbergewallfahrer überfallen habe.
In der Topographia Austriacarum (1679) wird der Vierbergelauf wie folgt erwähnt:

„Ist ein zimlich kaltes Land / deßwegen es den Wein auß dem Land Steyer / Crain / und Friaul / bringen läßt. Hat viel Berg / und seynd insonderheit 4. der höchsten im Lande / nemlich S. Ulrichsberg / S. Helenae / S. Veit / und S. Laurentzenberg; auff welche das gemeine Landvolck alle Jahr / an der H. drey Nägel Tag / (dann also nennen sie den dritten Freytag nach Ostern /) auff einem Tag / Kirchfahrten laufft; darüber ihr viel erkrancken / daß auch zun Zeiten etliche gar sterben. Dann es ein sehr langer Weg / und / wie etliche nachrechnen / wol 12. Teutsche Meilen seyn sollen.“

Im 17. Jahrhundert wurden Personen als besondere Form der Kirchenstrafe zur Teilnahme am Vierbergelauf verpflichtet, darunter auch Frauen, die ihre Kinder – unabsichtlich oder nicht – im Bett erdrückt hatten.
In der Zeit der Aufklärung wurde 1753 unter anderem der Dreinagelfreitag als gebotener Feiertag abgeschafft. Anschließend wurden 1772 alle Wallfahrten, bei denen man über die Nacht ausbleiben musste, mit Ausnahme der nach Maria Zell, verboten. Um 1783 wurden die Kirchen am Veits- und Lorenziberg und die Kirche St. Job in Wasei geschlossen.
Nach dem 1787 verbotenerweise noch eine Vierbergewallfahrt durchgeführt wurde, wurden noch die Kirchen am Magdalens- und Ulrichsberg aufgelassen.
1819 hieß es: „Vor wenigen Jahren hat sich die Wallfahrt verloren und wird wenigstens in unsern Zeiten nicht wiederkehren.“
Doch ab 1840 ist die Wallfahrt relativ schnell neu aufgeblüht. Da die Bergkirchen profaniert waren, wurden die Messen in die Ortskirchen verlegt. Eine Ausnahme bildete die Kirche am Magdalensberg, die bereits 1789 für eine Messe im Jahr am Magdalentag wieder geöffnet wurde. Bis 1839 stieg die Zahl der gelesenen Messen auf neun. Die Lorenzbergkirche, die bis dahin als Getreidescheune gedient hat, wurde 1849 renoviert und geweiht. Die neuerliche Weihe der Veitsbergskirche fand 1885 statt. Um 1909 wurde sogar daran gedacht die Ulrichsbergkirche, die erst 1897 durch Blitzschlag zur Ruine wurde, neuzubauen.
In der Zeit des Nationalsozialismus wurde die Tradition des Vierbergelaufes durch den Vorbeter Ferdinand Eicher bewahrt. 1945 sind außer ihm nur vier Frauen in der Metnitztaler Traditionsgruppe mitgegangen.
Nach dem Zweiten Weltkrieg hat sich der Charakter des Vierbergelauf stark verändert. Durch die Motorisierung ließen sich viele Teilnehmer durch Busse und Autos bis fast auf den Gipfel des Magdalensberg fahren und sich unterhalb des Lorenziberg wieder abholen. Damit hat sich der Weg um nahezu 10 Kilometer verkürzt und bildet keinen geschlossenen Kreis mehr. Neben hauptsächlich religiös motivierte Pilger nahmen immer mehr sportlich motivierte Wanderer teil.
Die bis in die frühen 1970er Jahre eingehaltene Prozessionsordnung mit Kreuzträger und Vorbeter ist durch die Massenteilnahme der letzten Jahrzehnte in Auflösung geraten. In den frühen 1970er Jahren wurden neben den traditionellen Vortragekreuzen erstmals auch weitere Kreuze mitgenommen; seitdem ist die Zahl der Kreuzträger auf mehrere Dutzend angestiegen. Während die religiösen Wallfahrer vom Magdalensberg erst nach der Messe um ein Uhr abgehen, beginnen die ersten schon um 23 Uhr und während die schnellsten Teilnehmer den Lorenziberg bereits vor zwölf Uhr erreichen, kommen die, die alle Messen und Andachten besuchen, knapp vor 16.30 Uhr an.

## Religiöse Praxis
Während des Vierbergelaufes wurden fünf Messen und drei Andachten gefeiert:
- um 23.00 Uhr Rosenkranzgebet auf dem Magdalensberg,
- um 0.00 Uhr Messe auf dem Magdalensberg,
- um 4.00 Uhr Messe in Pörtschach am Berg,
- um 7.00 Uhr Feldmesse vor der Karnberger Kirche mit dem Bischof,
- um 8.00 Uhr Messe in Zweikirchen,
- um 11.00 Uhr Messe in Liemberg,
- um 13.45 Uhr Andacht in Gradenegg
- um 15.00 Uhr Andacht in Sörg
- um 16.30 Uhr Schlussandacht vor der Kirche am Lorenziberg

Während des Laufes sollten 29 Rosenkränze gebetet werden. Die speziellen „Einschließgebete“, Fürbitten und Litaneien geraten immer mehr in Vergessenheit. Sie werden mangels an Kenntnis (fast) nicht mehr gebetet.

## Route
Die meisten Teilnehmer beginnen den Vierbergelauf am Magdalensberg und beenden ihn am Lorenziberg. Sie nehmen folgenden Weg:
Magdalensberg – Treffelsdorf – Schloss Meiselberg – Prunnerkreuz – Zollfeld – Kadnig – Filialkirche und Schloss in Möderndorf – Pörtschach am Berg – Ulrichsberg – Karnberg – Eberdorf – Zweikirchen – Glantal – St. Leonhard – Kulm – Liemberg – Schloss Liemberg – Burgruine Liemberg – Veitsberg – Gradenegg – Sörg – Reidenau – Fachau – Lorenziberg.
Die Metnitztaler Gruppe kommt über folgende Route auf den Magdalensberg: Pöckstein/Zwischenwässern – Maria Wolschart – Stift St. Georgen – Niederosterwitz – St. Sebastian – Magdalensberg.
Die Sörger Gruppe geht auf folgendem Weg auf den Magdalensberg und beendet die Wallfahrt wieder in Sörg: Sörg – Reidenau – Fachau – Lorenziberg – St. Veit – St, Donat – Magdalensberg.
Der Wegverlauf der Wallfahrt hat sich über die Jahrhunderte mehrmals verändert: So ging der Weg früher von St. Leonhard über Gramilach und Mauer nach Wasai und von dort nach Liemberg, während die Wallfahrt heute von St.Leonhard aus über den steilen Kulm nach Liemberg führt.
Ältere Quellen weisen darauf hin, dass der Verlauf des Flurumgangs in früheren Jahrhunderten westlich von Zweikirchen über die Burgruine Hardegg, den Haidensee, Tauchendorf, Gramilach, Mauer und das Kirchlein Wasai nach Liemberg geführt hat.
Heute wird Gradenegg von der Mehrheit der Wallfahrer nicht mehr besucht, während Vorbeter und Kreuzträger den Ort nach wie vor auf ihrem Weg haben.

## Bräuche innerhalb des Vierbergelaufes

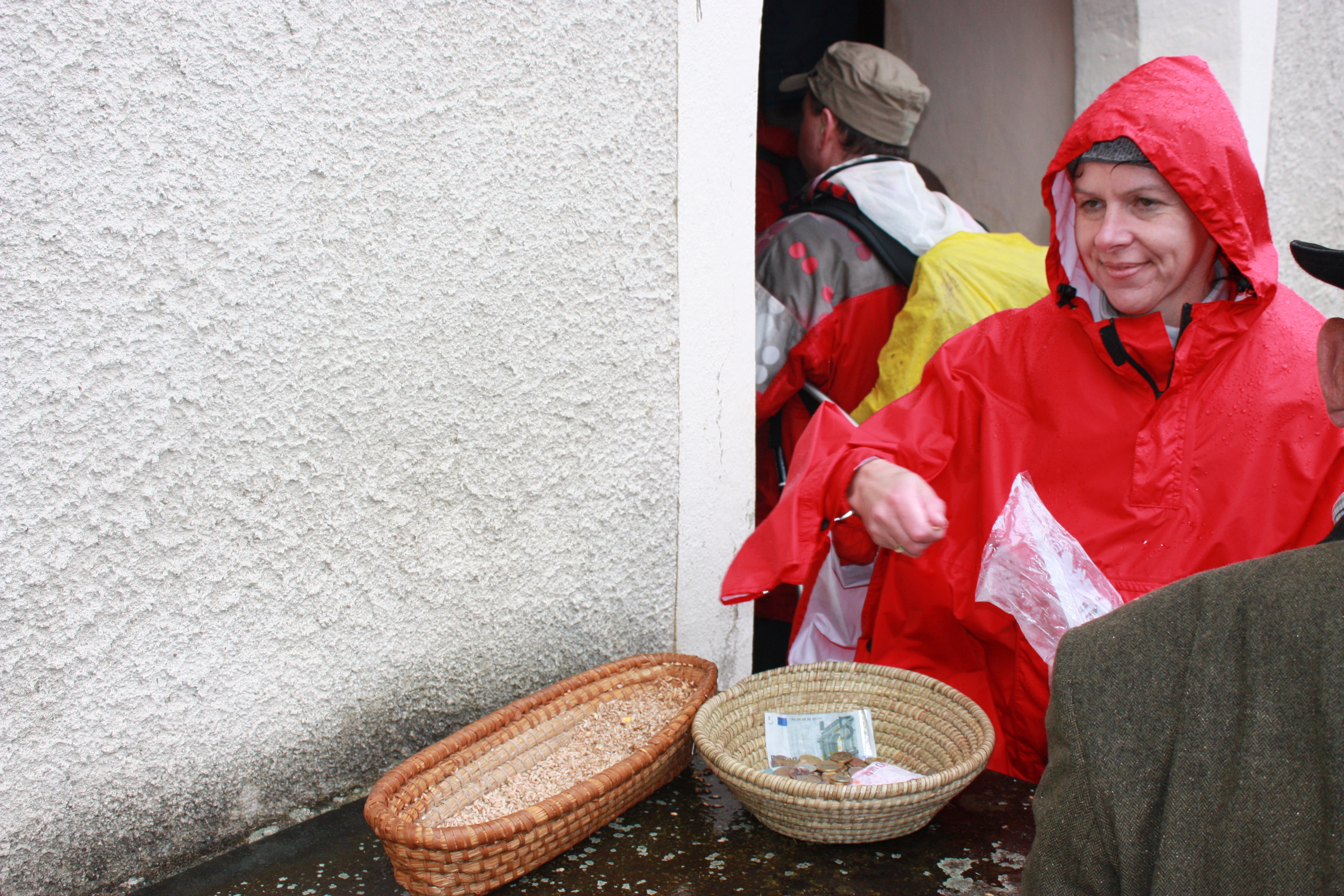
Getreidetausch vor der Kirche in Zweikirchen

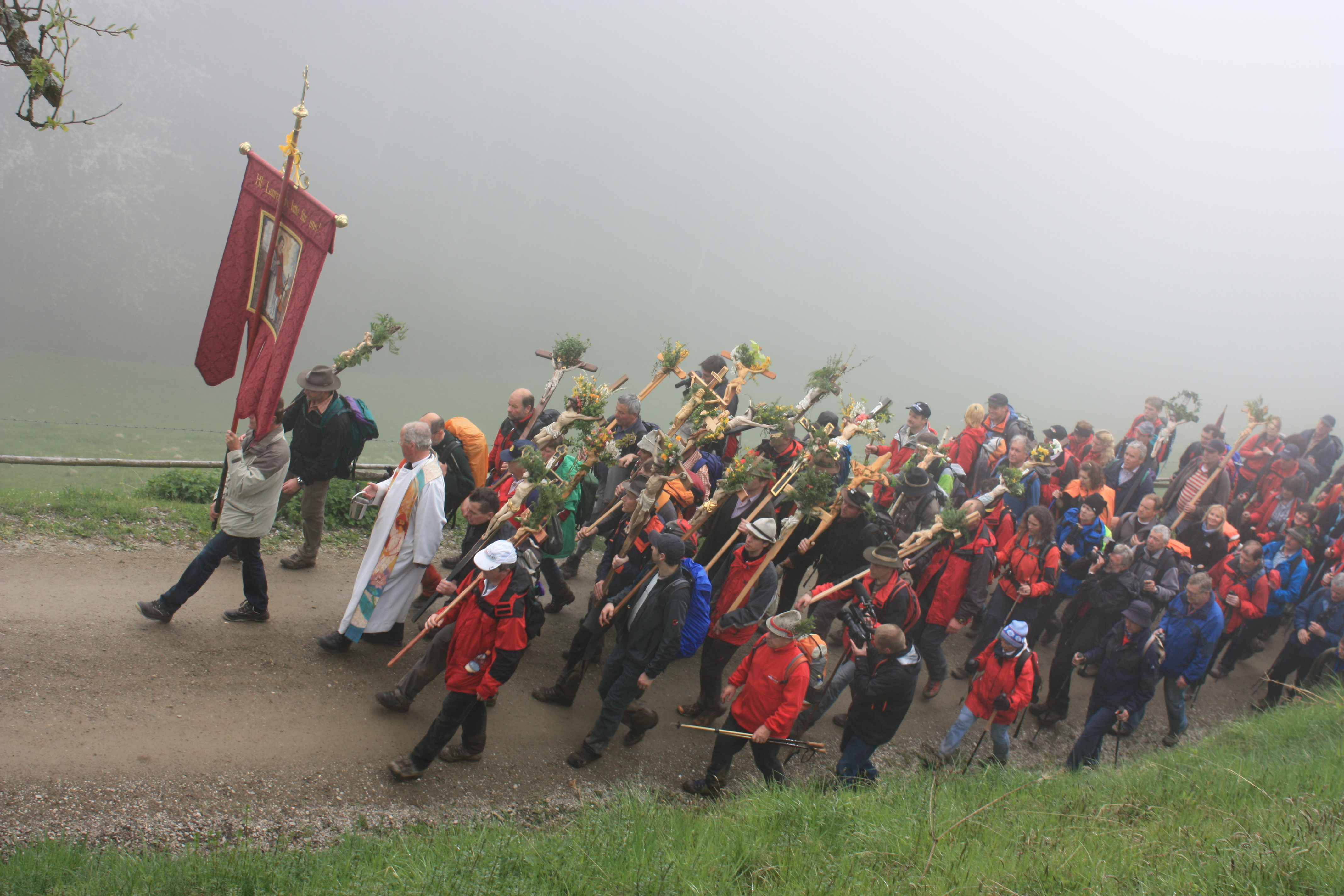
Einholen der Wallfahrer am Lorenziberg

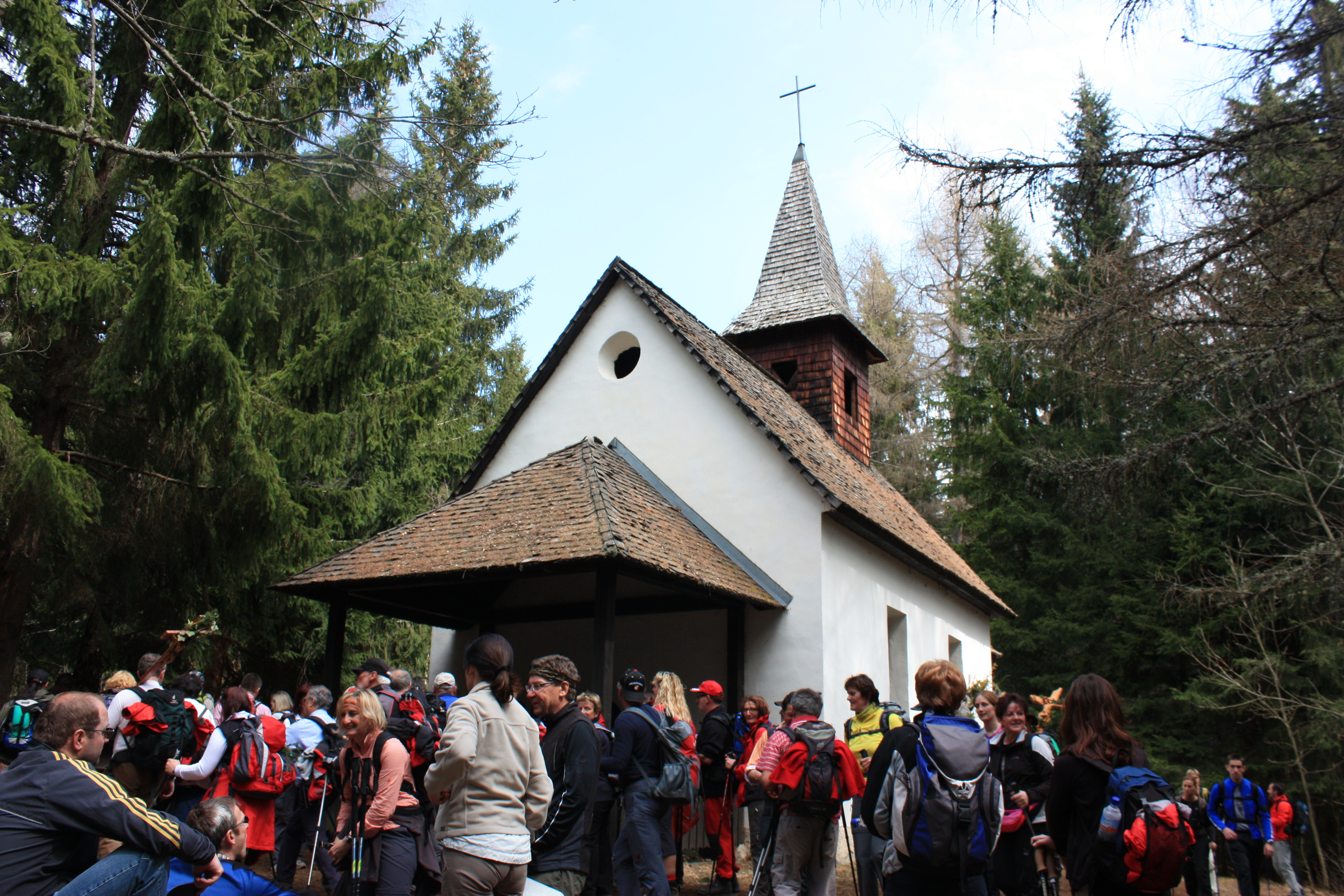
Wunschglocke am Veitsberg

Im Laufe der Zeit haben sich im Rahmen des Vierbergelaufes verschiedene Bräuche herausgebildet.

### Bergelauf
Die Wallfahrer sammeln auf den vier Bergen verschiedene immergrüne Pflanzen (Bärlappe, Buchsbaum, Efeu, Fichte, Immergrün oder Wacholder), um sie daheim im Herrgottswinkel oder am Dachboden aufzuhängen. Vom Bergelauf wird, ähnlich wie dem Palmbuschen oder dem Fronleichnamsgrün Schutz vor Unwetter erwartet.

### Getreidetausch
Laut Georg Graber sollen Bauern in der zweiten Hälfte des 19. Jahrhunderts auf jeden der vier Berge eine Faust voll Getreide geopfert und dafür eine Faust voll Erde eingesteckt haben. Zu Grabers Zeit erfolgte nur mehr ein Austausch von mitgebrachten gegen geweihtes Getreide und auch nur auf dem Magdalens- und Lorenziberg. Das geweihte Saatgut wird mit dem gewöhnlichen gemischt und ausgesät.
Heute findet der Getreidetausch am Ulrichsberg, in Zweikirchen und am Lorenziberg statt.

### Einholen der Wallfahrer
In Zweikirchen, Sörg und am Lorenziberg zieht der Pfarrer mit den Messdienern den Wallfahrern entgegen und die vorangetragenen Kruzifixe werden zur Begrüßung überkreuzt. Der Pfarrer besprengt die grüngeschmückten Vierberger-Kreuze mit Weihwasser und zieht dann an der Spitze der Wallfahrtsprozession in die Kirche ein.

### Sonstiges
Die Wallfahrer beschenken am Wegrand sitzende Kinder mit Süßigkeiten. Es heißt zwar, dass dieser Brauch erst nach dem Zweiten Weltkrieg aufgekommen sei, doch haben bereits gegen Ende des 19. Jahrhunderts Kinder am Weg nach Zweikirchen gesessen, dort die Vierberger erwartet und von ihnen Münzen erhalten.
In den Kirchen von Karnberg und am Veitsberg können von den Pilgern Wunschglocken geläutet werden und es ist üblich, die Kirchen dreimal zu umrunden.

## Christliche Deutung
Im Volksglauben wurden die vier Berge mit den Richtern oder Leidenswerkzeugen Christi verbunden:
| Berg          | Richter | Leidenswerkzeug |
| ------------- | ------- | --------------- |
| Magdalensberg | Hannas  | Kreuz           |
| Ulrichsberg   | Kaiphas | Dornenkrone     |
| Veitsberg     | Herodes | Lanze           |
| Lorenziberg   | Pilatus | Drei Nägel      |

## Weitere Mehrortewallfahrten in Kärnten
Neben den Vierbergelauf gibt es am Dreinagelfreitag noch weitere Mehrortewallfahrten in Kärnten:
- In Sankt Paul im Lavanttal: Vom Kloster über St. Georgen am Weinberg und den Josefsberg zum Johannisberg.
- Im Jauntal: Vom Linsaberg über Heiligenstatt nach Heiligengrab.

In der Nacht von Karsamstag auf Ostermontag findet im Rosental eine Wallfahrt auf vier Hügeln mit dem Besuch von insgesamt neun Kirchen statt.